# Antimovimento social
Antimovimento social é uma noção do sociólogo Alain Touraine com sentido de contraposição ou destruição a algum (ou mais de um) movimento social. É estudado e utilizado como conceitual e instrumental de análise, sobretudo no âmbito da ciência da ação social ou, segundo alguns teóricos, da sociologia da ação. Em Touraine, o termo é utilizado junto às noções de movimento social, sujeito e democracia. Para ele, um antimovimento social é caracterizado quando:
“[…] um ator social identifica-se inteiramente com uma aposta cultural, por exemplo no progresso, e então rejeita seu adversário como inimigo, traidor ou simples obstáculo a eliminar. O que define um movimento societal (social) – isto é, o conflito de atores pela gestão social de uma aposta cultural, conflito que nunca se reduz completamente aos interesses de um e de outro – quebra-se, então, e a ação que questiona as grandes orientações da sociedade degrada-se em seita ou em mobilização autoritária"